# Boriša Đorđević
Boriša Đorđević (* 30. Oktober 1953), eigentlicher Vorname Borislav, ist ein ehemaliger jugoslawischer Fußballnationalspieler.

## Karriere
Der 1,77 Meter große Đorđević wurde in der ersten jugoslawischen Liga erstmals in der Spielzeit 1970/71 eingesetzt, als er für FK Bor spielte. 1975 wurde er von Hajduk Split verpflichtet, wo er in den folgenden Jahren ein Mal jugoslawischer Meister wurde und zwei Mal den jugoslawischen Pokal gewann. Im Europapokal spielte er auch gegen seinen späteren Verein Hamburger SV und erzielte bei einem 3:2-Sieg gegen den HSV im März 1980 einen Treffer.
1981 ging Đorđević, der ein Studium der Rechtswissenschaft mit dem Staatsexamen abschloss, für eine Ablösesumme von 800 000 D-Mark zum Hamburger SV in die Bundesliga. Kurz zuvor hatte er seinen Militärdienst beendet. Er verbrachte zwei Jahre in Hamburg und errang in dieser Zeit drei Titel. Er selbst konnte sich aber nicht durchsetzen und beendete seine internationale Karriere. Nach Jugoslawien kehrte er nicht zurück, sondern spielte fortan bei Tennis Borussia Berlin und ab Dezember 1984 beim FC Altona 93. Dort spielte er bis 1986. Im März 1988 kehrte er zu Altona 93 zurück. Später spielte er für den SC Sperber Hamburg sowie die Altligamannschaft des Hamburger SV.
Đorđević absolvierte fünf Spiele für die jugoslawische Fußballnationalmannschaft, u. a. im Viertelfinale der Europameisterschaft 1976.
Nach seiner Karriere arbeitete Đorđević eine Zeit lang als Nachwuchstrainer in der Fußballschule von Manfred Kaltz.

## Erfolge
- Jugoslawischer Pokalsieger 1976 und 1977
- Jugoslawischer Meister 1979
- Deutscher Meister 1982 und 1983
- Europapokal der Landesmeister 1983